# Борисов, Николай Семёнович
Николай Семёнович Борисов (1925—1982) — российский, советский педагог. Народный учитель СССР (1979).

## Биография
Николай Борисов родился 25 декабря 1925 года в селе Владимировка (ныне Хворостянского района Самарской области), в крестьянской семье.
В сентябре 1933 года пошёл в 1-й класс школы посёлка центральной усадьбы совхоза имени Масленникова (ныне посёлок Масленниково), куда к тому времени переехала семья.
В 1943 году, в числе других 10-классников был призван на фронт. В боях при освобождении Орла был тяжело ранен. В феврале 1944 году демобилизован.
Трудовую деятельность начал в марте 1944 года, в средней школе посёлка совхоза им. Масленникова, став школьным библиотекарем. Педагогический коллектив помог закаленному в боях солдату, инвалиду войны обрести веру в свои силы, прочно стать на ноги, упорно брать рубеж за рубежом в овладении наукой и искусством педагогической деятельности.
Уже в декабре того же года получил один из начальных классов, оставшийся без педагога. Одновременно самостоятельно готовился к экзаменам за полный курс педагогического училища и в 1946 году успешно сдал их экстерном. Пять лет работы в этих классах были годами упорной учёбы и педагогического становления.
В 1949 году поступил на географический факультет заочного отделения Куйбышевского педагогического института и в том же году стал преподавать в школе географию. Вуз окончил в 1954 году.
В середине 50-х годов, когда значительно пополнился парк тракторов и других сельхозмашин, в совхозе были организованы курсы механизаторов, на которые объявили приём старшеклассников. Добровольцев среди них поначалу не оказалось. «Что же, тогда я первым записываюсь»,— сказал учитель географии. Ни загруженность педагогической и общественной работой, ни последствия ранения, ограничившего движения ноги, не помешали ему пройти курсы и сдать экзамены по практическому управлению трактором. Н. С. Борисов первым получил права механизатора широкого профиля. Примеру учителя последовали ученики. Н. Борисов стал признанным руководителем ученической производственной бригады. Постепенно набирала она силу, пока не снискала заслуженную славу одного из старейших и лучших в области трудовых объединений сельских школьников. Год от года ученическая бригада все в большей мере становилась органичной составной частью совхоза, его активным производственным подразделением.
В 1958 году был назначен директором школы. В это время школа стала не только общеобразовательной, но и политехнической. Сфера деятельности расширилась, и вместе с ней — заботы директора.
Четверть века проработал директором средней школы совхоза им. Масленникова. Много перемен произошло за эти годы в совхозе и в школе: учебные кабинеты по всем предметам и замечательные мастерские; пришкольный интернат на 70 мест и трехразовое горячее питание, которое школьники, живущие в интернате, получают в совхозной столовой; бесплатные учебники и группы продленного дня; 3 автобуса, предназначенные для доставки детей из удаленных отделений в школу и обратно, специально выделенные тракторы, которые расчищают автобусам путь в зимнюю непогоду...
В любой урок, в каждый разговор с учителями, учащимися, родителями он вкладывал все свои знания, опыт и мудрость, накопленные за почти сорок лет педагогической и общественной деятельности.
На протяжении многих лет избирался депутатом сельского и районного Советов народных депутатов, членом районного комитета партии.
Погиб 24 февраля 1982 года в автокатастрофе.

## Звания и награды
- Заслуженный учитель школы РСФСР (1960)
- Народный учитель СССР (1979)